# Халаджки език
Халаджкият език е тюркски език, говорен предимно в Иран и Афганистан.
През 2000 г. са преброени около 42 хиляди говорещи халаджки език. Обикновено се класифицира като диалект на туркменския или азербайджанския език поради географското си положение в близост до тези езици. Има обаче черти, които го отличават от останалите тюркски езици.

## Особености
Поради изолираното си положение спрямо другите тюркски езици, халаджкият език е запазил някои архаизми:
- запазване на три вида гласни по дължина: дълги (qaːn „кръв“), полудълги (baˑʃ „глава“) и кратки (hat „кон“). Освен това някои гласни се образуват като падащи дифтонги, например quo̯l – „ръкав“,
- запазване на начално пратюркско *h,
- липса на звуковата промяна *-d --> y

Тези особености на халаджкия език го разграничават от останалите огузски езици. Пример за тези архаизми е думата hadaq, в която са запазени начално *h и междуфонемно *d. В огузските езици думата звучи ayaq. Поради тези черти някои учени смятат халаджите за потомци на аргу-тюрките.

## Речник
Речниковото ядро е от тюркски произход, но има доста персийски и азербайджански заемки.

### Числа
Имената на числата са тюркски, но някои използват персийските думи за „80“ и „90“:
- 1 – biː
- 2 – æk.ki
- 3 – yʃ
- 4 – tœœɾt
- 5 – bie̯ʃ
- 6 – al.ta
- 7 – jæt.ti
- 8 – sæk.kiz
- 9 – toq.quz
- 10 – uo̯n
- 20 – ji.iɾ.mi
- 30 – hot.tuz
- 40 – qiɾq
- 50 – æl.li
- 60 – alt.miʃ
- 70 – yæt.miʃ
- 80 – saʲ.san (турски), haʃ.taˑd (персийски)
- 90 – toqx.san (турски), na.vad (персийски)
- 100 – jyːz
- 1000 – min, miŋk